# Мишел Льогран
Мишел Льогран (на френски: Michel Legrand) е френски композитор и пианист. 

## Биография
Мишел Льогран е роден на 24 февруари 1932 година в Париж. Получава първия си музикален опит от баща си Раймон Льогран (композитор, диригент) и майка си Марсел Дер-Микаелян (пианистка), произхождаща от смесено арменско (баща) и френско (майка) семейство.

### Кариера
11-годишен е приет в Парижката консерватория, където учи от 1942 до 1949 г. при Надя Буланже и други изтъкнати музикални педагози; печели много награди. През 1952 г. заминава на турне в САЩ. От 1953 г. започва да пише филмова музика, многократно работи с режисьорите Жак Деми и Жан-Люк Годар. Най-известен е музикалният филм „Шербурските чадъри“ (1964). Вокалните части на двете героини на филма – Женевиев (Катрин Деньов) и майка ѝ (Ан Върнън), са изпълнени от сестрата на композитора, Кристиан Льогран.
От края на 60-те години Мишел Льогран започва да работи в британското кино, а след това и в Холивуд.
Като джаз пианист той работи за творбите на Джанго Райнхарт и Бикс Бадербек. През 1958 г. записва албум с Доналд Бърд, Джон Колтрейн и Бен Уебстър, през 1978 г. – албумът „Le Jazz Grand“, а през 1991 г. – албумът „Dingo“, за който печели награда „Грами“. В същото време той се изявява като диригент и пианист на класическата музика.
Мишел Льогран многократно се изявява с Тамара Гвердцители и пише музика за нея след концерта на певицата в концертната зала на „Олимпия“ в Париж през 1991 г.

### Смърт
Льогран умира на 26 януари 2019 г., на 87 години, в Париж. 

## Избрана филмография
| година | филм                    | оригинално заглавие         | режисьор      |
| ------ | ----------------------- | --------------------------- | ------------- |
| 1961   | Жената си е жена        | Une femme est une femme     | Жан-Люк Годар |
| 1962   | Да живееш живота си     | Vivre sa vie                | Жан-Люк Годар |
| 1962   | Клео от 5 до 7          | Cléo de 5 à 7               | Анес Варда    |
| 1964   | Шербурските чадъри      | Les Parapluies de Cherbourg | Жак Деми      |
| 1964   | Банда аутсайдери        | Bande à part                | Жан-Люк Годар |
| 1966   | Нежният мошеник         | Tendre voyou                | Жан Бекер     |
| 1967   | Китайката               | La Chinoise                 | Жан-Люк Годар |
| 1968   | Манон 70                | Manon 70                    | Жан Аурел     |
| 1969   | Басейнът                | La Piscine                  | Жак Дере      |
| 1971   | Посредникът             | The Go-Between              | Джоузеф Лоузи |
| 1980   | Атлантик Сити           | Atlantic City               | Луи Мал       |
| 1983   | Никога не казвай никога | Never Say Never Again       | Ъруин Киршнър |